# Kyklops
Der Kyklops (altgriechisch Κύκλωψ ‚Der Zyklop‘) des Euripides ist das einzige vollständig erhaltene antike Satyrspiel. Die Datierung des Werkes ist umstritten, es dürfte zwischen 411 und 408 v. Chr. verfasst worden sein. Neben dem Kyklops sind die Ichneutai von Sophokles das einzig weitere antike, aber nur fragmentarisch erhaltene Satyrspiel.

## Handlung
Erzählt wird die Geschichte des Aufeinandertreffens von Odysseus und Polyphem. Als Vorlage dient Homers Odyssee, auf die immer wieder ironisch Bezug genommen wird.
Im Prolog erzählt Silen, der älteste der Satyrn, dass er auf der Suche nach Dionysos Schiffbruch erlitten hat und auf die Insel der Kyklopen verschlagen wurde. Hier fristen er und die Satyrn ihr Leben als Diener des Polyphem. Eines Tages stranden Odysseus und seine Gefährten auf der Insel und fragen den Silen, ob er ihnen im Tausch gegen Wein Essen verkaufen könne. Nach einer kurzen Weinprobe erklärt sich dieser sofort dazu bereit und geht in die Höhle des Kyklopen, um Lämmer und Käse zu holen.
Als er zurückkommt und den Handel abschließen will, erscheint Polyphem und beschuldigt Odysseus sofort des Diebstahls. Der Silen fällt Odysseus in den Rücken und bestätigt diese Aussage. Es folgt ein Rededuell zwischen Polyphem und Odysseus, worauf Odysseus und seine Gefährten in die Höhle geführt werden. Bald kommt Odysseus aus der Höhle und erzählt, dass zwei der Gefährten gefressen worden seien. Hier gibt es einen Unterschied zu der homerischen Episode. In der Odyssee hatte der Kyklop die Höhle mit einem Stein verschlossen, so dass niemand fliehen konnte. Euripides musste dieses Motiv jedoch fallen lassen, da sich das ganze Satyrspiel vor der Höhle abspielt und der Zuschauer nicht sehen kann, was sich in der Höhle abspielt.
Odysseus schmiedet nun gemeinsam mit den Satyrn einen Racheplan. Er will den Kyklopen betrunken machen und ihn dann blenden. Die Satyrn stimmen erst jubelnd zu, doch als Odysseus sie zur Tat ruft, kneifen sie. Odysseus schafft es dennoch, den Kyklopen zu blenden. Bei der Flucht der Gefährten hilft der Chor der Satyrn dann wenigstens, den Kyklopen in die Irre zu führen. Die Gefährten können fliehen, und Polyphem verflucht sie, sie mögen nun jahrelang durch die Meere irren.